# WatchMojo.com
WatchMojo.com ist ein 2006 gegründetes kanadisches Webvideo-Unternehmen mit dem Sitz in Montreal, das für Top-Ten-Videos (meistens über Popkulturthemen) bekannt ist. Mit über 15 Milliarden Aufrufen und 24,2 Millionen Abonnenten zählt WatchMojo zu den größten YouTube-Kanälen der Welt.

## Inhalt
Produziert werden unter anderem täglich veröffentlichte Top-Zehn-Rankingvideos. Diese werden meistens mit Filmszenen oder Szenen aus anderen Medien unterlegt. Vor Platz 1 werden gegebenenfalls noch einige Einträge, die es nicht in die Top Ten geschafft haben, aufgezeigt. Weitere Inhalte sind z. B. Interviews, Aufzeichnungen und Zusammenfassungen. Jeden Tag werden über fünf Videos hochgeladen. Das Angebot bezieht sich weitgehend auf den YouTube-Kanal, die Website und soziale Netzwerke wie Facebook oder Twitter.
Zu den Themen zählen unter anderem Anime, Autos, Bildung, Comedy, Elternschaft, Filme, Gesundheit und Fitness, Lifestyle, Mode, Musik, Politik, Reisen, Technik, Videospiele, Weltraum, und Wirtschaft. Für eine weibliche Zielgruppe wurde der Kanal MsMojo gegründet. Zudem gibt es Kanäle für weitere Sprachen, in welche die Videos übersetzt wurden.
Übersicht der Kanäle:
| Kanal                 | Sprache        | Abonnenten      | Aufrufe             | Videos      |
| --------------------- | -------------- | --------------- | ------------------- | ----------- |
| WatchMojo.com         | englisch       | Über 20.444.000 | Über 11.113.777.000 | Über 15.000 |
| MsMojo                | englisch       | Über 2.468.000  | Über 656.512.000    | Über 1790   |
| WatchMojo Français    | französisch    | Über 1.647.000  | Über 461.674.000    | Über 1100   |
| WatchMojo Español     | spanisch       | Über 5.865.000  | Über 833.497.000    | Über 1000   |
| WatchMojo Deutschland | deutsch        | Über 279.000    | Über 111.447.000    | Über 1100   |
| WatchMojo Brasil      | portugiesisch  | Über 130.000    | Über 7.547.000      | Über 63     |
| WatchMojo Türkiye     | türkisch       | Über 221.000    | Über 38.070.000     | Über 243    |
| WatchMojoPL           | polnisch       | Über 51.000     | Über 610.000        | Über 40     |
| WatchMojoNL           | niederländisch | Über 13.000     | Über 170.000        | Über 15     |

## Geschichte
WatchMojo.com wurde im Januar 2006 von Ashkan Karbasfrooshan, Raphael Daigneault und Christine Voulieris gegründet. Die Website wurde am 23. Januar 2006 gegründet, der YouTube-Kanal am 25. Januar 2007. WatchMojo ist ein unabhängiger Kanal und ist nicht Teil eines Multi-Channel-Networks.
Am 30. Oktober 2013 wurden erstmals eine Million Abonnenten erreicht, im Dezember 2014 die 6 Millionen und am 4. Dezember 2015 die 10 Millionen.
Es folgten Kanäle in anderen Sprachen. So wurde der französische Kanal am 23. April 2009, der spanische am 22. Februar 2012 und der türkische am 15. Dezember 2015 gegründet. Der portugiesische, der niederländische und der deutsche Kanal folgten am 21. Oktober 2015, und am 22. Oktober 2015 wurde der polnische Kanal gegründet.
Um weibliche Zuschauer besser anzusprechen und zu erreichen, wurde am 19. November 2015 MsMojo für eine weibliche Zielgruppe gegründet.